# Lepidium oblongum
Lepidium oblongum är en korsblommig växtart som beskrevs av John Kunkel Small. Lepidium oblongum ingår i släktet krassingar, och familjen korsblommiga växter. Inga underarter finns listade i Catalogue of Life.

## Bildgalleri

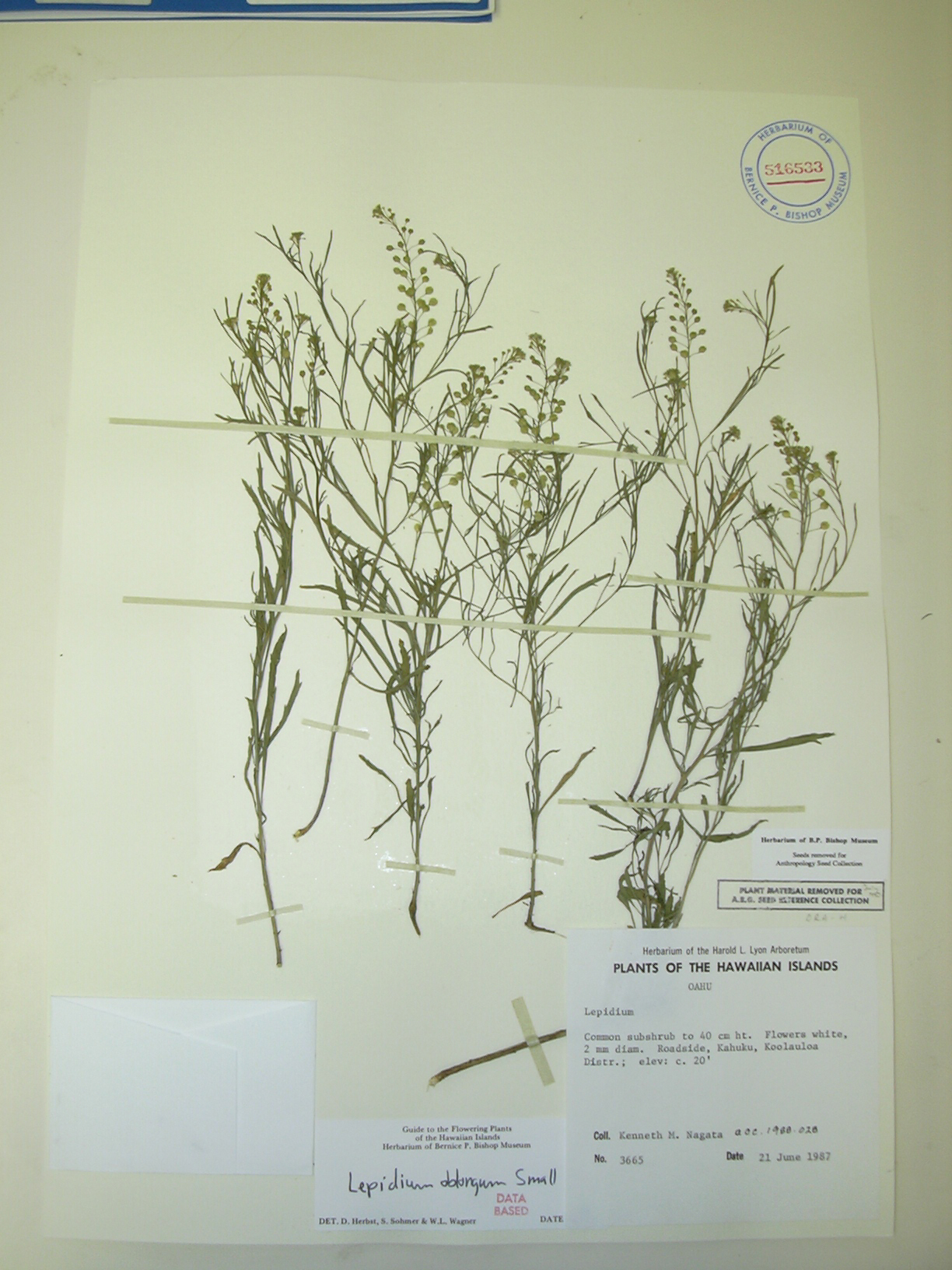
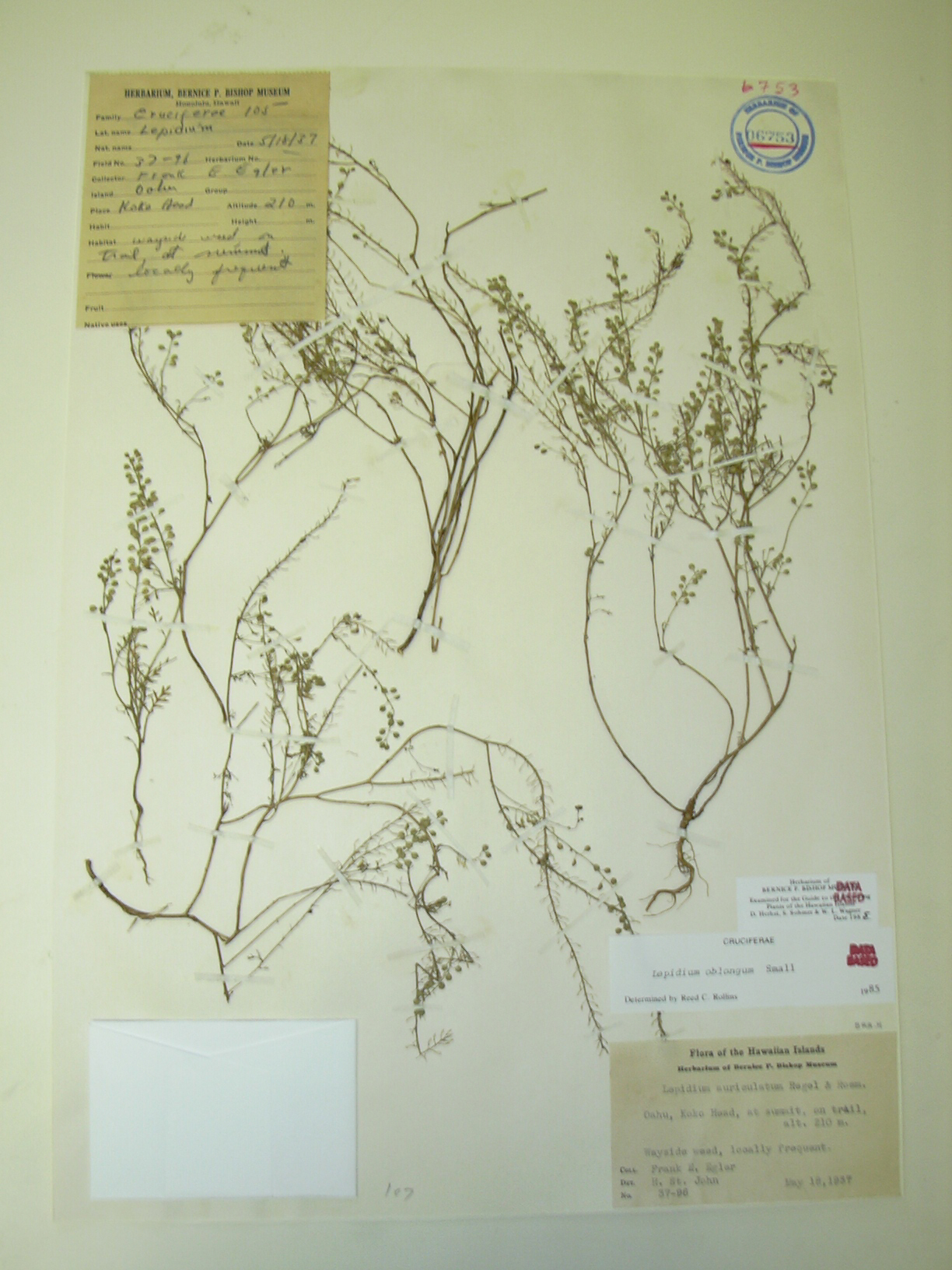
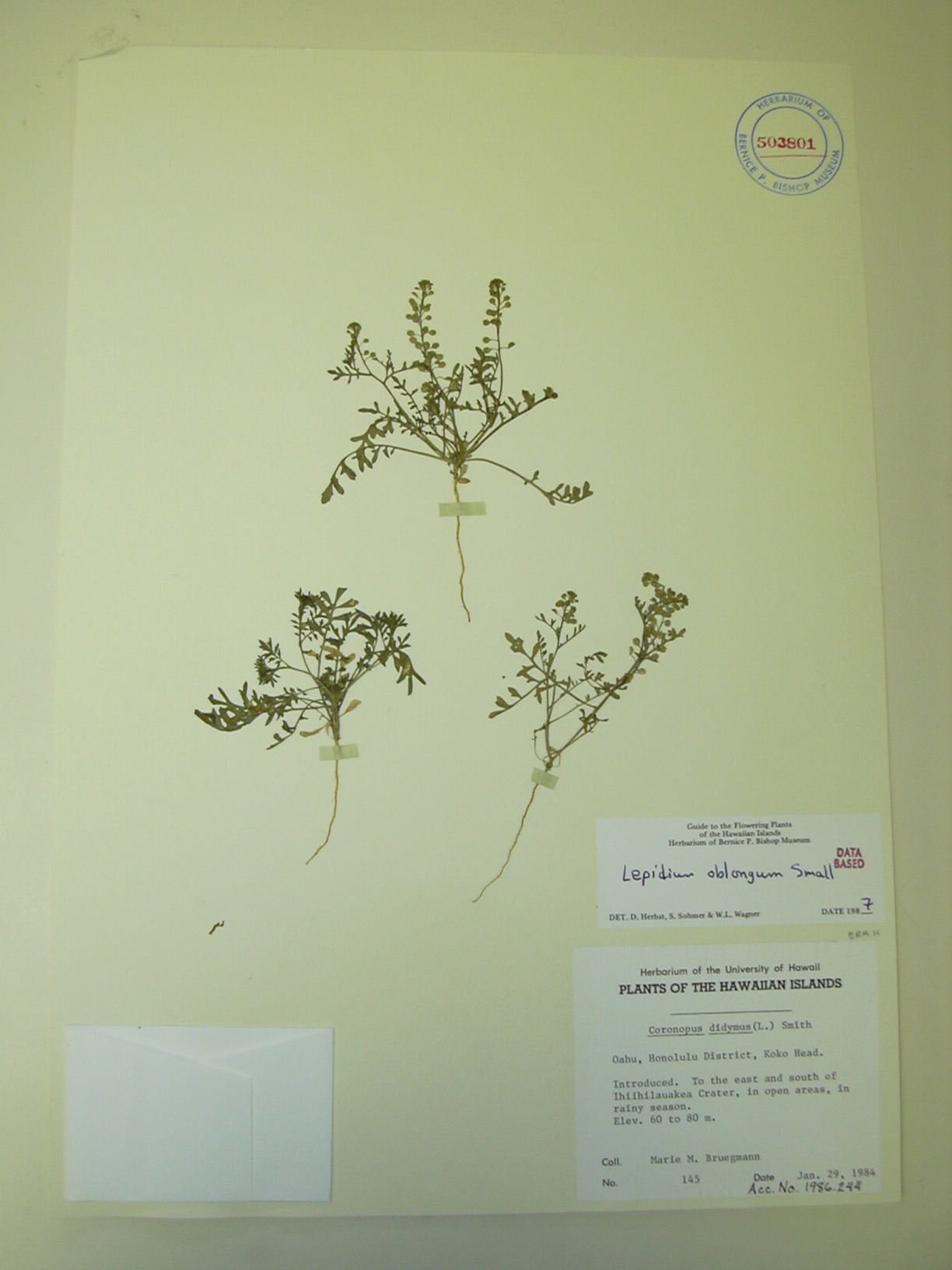